# مايكل شوالتر
مايكل شوالتر (بالإنجليزية: Michael Showalter)‏ (و. 1970  م) هو كاتب سيناريو، ومنتج أفلام، وممثل تلفزي، وممثل أفلام، ومخرج أفلام أمريكي، ولد في برينستون.

## التعليم
تعلم في جامعة براون، وتعلم في جامعة نيويورك
.

## وصلات خارجية
- مايكل شوالتر على موقع IMDb (الإنجليزية)
- مايكل شوالتر على موقع ألو سيني (الفرنسية)
- مايكل شوالتر على موقع ميوزك برينز (الإنجليزية)
- مايكل شوالتر على موقع أول موفي (الإنجليزية)
- مايكل شوالتر على موقع قاعدة بيانات الأفلام السويدية (السويدية)
- مايكل شوالتر على موقع إن إن دي بي (الإنجليزية)
- مايكل شوالتر على موقع أول ميوزيك (الإنجليزية)
- مايكل شوالتر على موقع ديسكوغز (الإنجليزية)
- مايكل شوالتر على موقع قاعدة بيانات الفيلم (الإنجليزية)
- مايكل شوالتر على موقع كينوبويسك (الروسية)